# Christo Barsanow
Christo Barsanow (* 19. August 1956 in Gowedarzi) ist ein ehemaliger bulgarischer Skilangläufer.

## Werdegang
Barsanow trat international erstmals bei den Olympischen Winterspielen im Februar 1976 in Innsbruck in Erscheinung. Dort belegte er den 60. Platz über 15 km, den 53. Rang über 30 km und den 14. Platz mit der Staffel. In der Saison 1977/78 errang er in Kastelruth den zweiten Platz über 30 km und holte bei der Winter-Universiade 1978 in Špindlerův Mlýn hinter Iwan Lebanow die Silbermedaille über 15 km. Bei den Nordischen Skiweltmeisterschaften 1978 in Lahti kam er auf den 22. Platz über 30 km und auf den 21. Rang über 15 km. Im Februar 1980 belegte er bei den Olympischen Winterspielen in Lake Placid den 38. Platz über 15 km und den 23. Rang über 30 km. Seinen letzten internationalen Rennen absolvierte er bei den Olympischen Winterspielen 1984 in Sarajevo. Dort lief er auf den 53. Platz über 30 km und zusammen mit Swetoslaw Atanassow, Atanas Simittschiew und Milusch Iwantschew auf den zehnten Platz in der Staffel.

## Teilnahmen an Weltmeisterschaften und Olympischen Winterspielen

### Olympische Spiele
- 1976 Innsbruck: 14. Platz Staffel, 53. Platz 30 km, 60. Platz 15 km
- 1980 Lake Placid: 23. Platz 30 km, 38. Platz 15 km
- 1984 Sarajevo: 10. Platz Staffel, 53. Platz 30 km

### Nordische Skiweltmeisterschaften
- 1978 Lahti: 21. Platz 15 km, 22. Platz 30 km